# Цигенештій-де-Кріш
Цигенештій-де-Кріш (рум. Țigăneștii de Criș) — село у повіті Біхор в Румунії. Входить до складу комуни Брустурі.
Село розташоване на відстані 420 км на північний захід від Бухареста, 27 км на схід від Ораді, 107 км на захід від Клуж-Напоки.

## Населення
За даними перепису населення 2002 року у селі проживали 372 особи.
Національний склад населення села:
| Національність | Кількість осіб | Відсоток |
| -------------- | -------------- | -------- |
| румуни         | 323            | 86,8%    |
| цигани         | 25             | 6,7%     |
| словаки        | 19             | 5,1%     |
| угорці         | 5              | 1,3%     |

Рідною мовою назвали:
| Мова      | Кількість осіб | Відсоток |
| --------- | -------------- | -------- |
| румунська | 349            | 93,8%    |
| словацька | 18             | 4,8%     |
| угорська  | 5              | 1,3%     |